# Tortella mooreae
Tortella mooreae är en bladmossart som beskrevs av George Osborne King Sainsbury 1949. Tortella mooreae ingår i släktet kalkmossor, och familjen Pottiaceae. Inga underarter finns listade i Catalogue of Life.